# Zlata Kolarić-Kišur
Zlata Kolarić-Kišur (ur. 29 listopada 1894 w Slavonskim Brodzie, zm. 24 września 1990 w Zagrzebiu) – chorwacka pisarka. Pisała piosenki, opowiadania, dramaty i filmy. Jest autorką kilku kolekcji dla dzieci.

## Życiorys
Dorastała w Požedze, w żyznej południowo-zachodniej części Doliny Požegi, znanej od starożytności i nazywaną „Złotą Doliną” (łac. Vallis Aurea) przez Rzymian. Stąd nazwa jej pracy, Moja Zlatna dolina, w której w 1972 roku opisała swoje życie.
W 1919 roku przeniosła się do Zagrzebia, gdzie uczęszczała do szkół zawodowych dla dziewcząt i kobiet. Zaczęła pisać opowiadania, sztuki i wiersze dla dzieci w latach trzydziestych XX wieku.
Wyszła za mąż za Hinko Kolaricia Kišura. Zmarła w Zagrzebiu 24 września 1990 roku w wieku 96 lat.

## Twórczość
Źródło:
- Naš veseli svijet (1933)
- Iz dječjeg kutića (1935)
- Smijte se djeco! (1935)
- Priča i zbilja (1940)
- Od zore do mraka (1950)
- Zimska priča (1950)
- Po sunčanim stazama (1951)
- Dječje igre (1953, 1956, 1963)
- Neostvarene želje (1954)
- Cvijeće (1955, 1958)
- Ptičji festival (1958, 1959, 1961)
- Uz pjesmu i šalu na jadranskom žalu (1961)
- Moja Zlatna dolina (1972)
- Moje radosti (1981)
- Hrvatski dječji pisci – Pet stoljeća hrvatske književnosti, 181/III (1991)
- Izabrana djela (1994)